# Lolos Hasekidis
Lolos Hasekidis, noto negli Stati Uniti d'America con il nome Theodore (23 agosto 1940), è un ex calciatore greco, di ruolo difensore e centrocampista.

## Carriera
Militò dal 1959 al 1964 nell'Īraklīs, club della massima serie greca, ottenendo come miglior piazzamento il sesto posto nella stagione 1962-1963. Con la squadra di Salonicco partecipò a due edizioni della Coppa delle Fiere, giocandovi tre incontri.
Trasferitosi negli Stati Uniti d'America, viene ingaggiato dal N.Y. Greek American, club con cui vince tre edizioni consecutive della National Challenge Cup.
Nel 1971 viene ingaggiato dai N.Y. Cosmos, alla loro stagione d'esordio nella North American Soccer League. Con i Cosmos, dopo aver ottenuto il secondo posto nella Northern Division, fu eliminato con i suoi dall'Atlanta Chiefs dalla corsa al titolo della NASL 1971.
Terminata l'esperienza con i Cosmos tornò a giocare ancora una stagione con i Greek American.

## Palmarès

### Competizioni nazionali
- National Challenge Cup: 3

Greek American: 1967, 1968, 1969